# Cephalops emeljanovi
Cephalops emeljanovi är en tvåvingeart som beskrevs av Kuznetzov 1990. Cephalops emeljanovi ingår i släktet Cephalops och familjen ögonflugor.
Artens utbredningsområde är Mongoliet. Inga underarter finns listade i Catalogue of Life.